# Markus H. Eberhard
Markus H. Eberhard (* 7. srpna 1966) je německý herec, zpěvák, režisér a trenér.

## Život
Zpěv studoval na mnichovské Akademii múzických umění (prof. Raimund Grumbach, Markus Goritzki). Vystudoval herecké studio v Mnichově, dále pak studoval v Londýně a Los Angeles. Studia dokončil na vysoké škole Hochschule für Musik v Mnichově.
Hrál vedlejší role v seriálech SOKO 5113, Místo činu a Polizeiruf 110.
Také vystupuje v několika divadlech.
V letech 2001-2005 hrál v německém seriálu Kobra 11 Kai-Uwe Schrödera.
Mluví německy, plynně anglicky, má základní znalosti z italštiny a ovládá vídeňský a bavorský dialekt.
Hraje na housle a klavír a ovládá standardní tanec.
Měří 180 cm.
Žije[kdy?] na samotě na jihu Mnichova.

## Filmografie
- 1996: Der Trip - Die nackte Gitarre 0,5
- 1997: Gefangene der Liebe
- 1997: Café Meineid (epizoda: Rein vorschriftsmäßig)
- 1997: Místo činu (Tatort (epizoda: Der Teufel)
- 1998: Full Feedback
- 1998: Papa, ich hol' dich raus
- 1998: Místo činu (Tatort (epizoda: Gefallene Engel)
- 1999: Maître Da Costa (epizoda: Panique à Munich)
- 1999: Forsthaus Falkenau (epizoda: Liebe auf den ersten Blick)
- 2000: Nicht mit uns
- 2000: Trennungsfieber
- 2001: Romeo
- 2001: Weihnachtsbier
- 2001-2005: Kobra 11
- 2002: Místo činu (Tatort (epizoda: Totentanz)
- 2002-2005: Die Rosenheim-Cops
- 2002: Utta Danella (epizoda: Die Hochzeit auf dem Lande)
- 2002: SOKO 5113 (epizoda: Endstation Floßlände)
- 2003: In der Mitte eines Lebens
- 2003: Tigermännchen sucht Tigerweibchen
- 2004: Der Wunschbaum (epizoda: Teil 2)
- 2004: Zwei am großen See (epizoda: Zwei am großen See)
- 2004: FinalCut.com
- 2004: Daily Benefits
- 2004: Polizeiruf 110 (epizoda: Die Maß ist voll)
- 2005: Liebe hat Vorfahrt
- 2005: Scharf wie Chili
- 2005: Mama und der Millionär
- 2005: Der Ruf der Berge
- 2005: SOKO 5113 (epizoda: Drei Brüder)
- 2006: Plötzlich Opa
- 2006: Ludenmann macht fertig
- 2006: Lotta in Love
- 2006: Forsthaus Falkenau (epizoda: Aufbruch)
- 2007: Der Ruf der Berge - Schatten der Vergangenheit
- 2008: Forsthaus Falkenau (epizoda: Verbockt)
- 2008: Kanal fatal (epizoda: Episode vom 4. April 2008)
- 2008: Utta Danella (epizoda: Mit dir die Sterne sehen)
- 2008: Inga Lindström (epizoda: Sommer in Norrsunda)
- 2008: Der Alte (epizoda: Sanft entschlafen)
- 2009: Der Alte (epizoda: Tod auf dem Großmarkt)
- 2009: Thank You Third World - Koch
- 2009: SOKO 5113 (epizoda: Pfadfinder)
- 2009: Die Unbedingten
- 2010: Grünwald - Freitagscomedy (epizoda: Schrebergartensaison)
- 2010: Lüg weiter, Liebling
- 2010: Mit Herz und Handschellen (epizoda: Todfeinde)
- 2010: Eine Sennerin zum Verlieben
- 2011: Případ pro dva (Ein Fall für zwei (epizoda: Dunkle Schatten))
- 2011: Mord in bester Familie
- 2012: München 7 (epizoda: Wilde Verhältnisse)

## Publikace
- CD: 2005 "Das dritte Auge" von Arne Dahl, Hörverlag
- CD: 2007 "Die Entdeckung des Himmels" von Harry Mulisch, Hörverlag
- Kniha: Beiträge in "Warming-up in Seminar und Training" von Stefan König (Hrsg.)